# Missaggio
Il missaggio (o mixaggio, dall'inglese mixing) nell'industria discografica consiste nel miscelare opportunamente fra loro due o più suoni (o anche brani).

## Missaggio audio

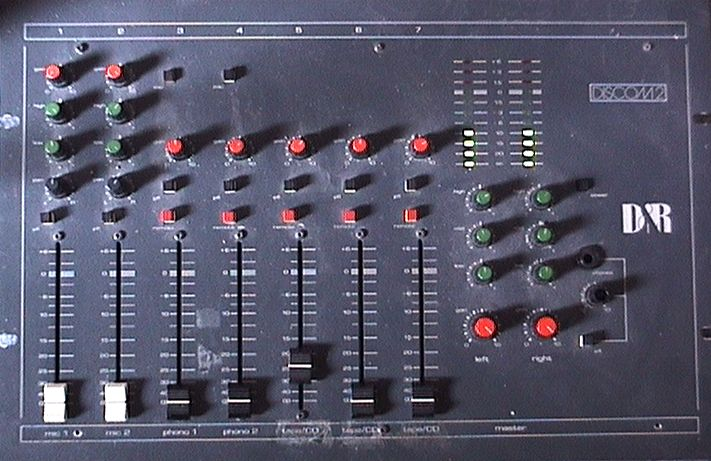
Un piccolo mixer

Con il termine "missaggio audio" si intende l'arte di miscelare, equalizzare, ottimizzare a livello di volume, di timbro, dinamica e spazialità suoni diversi tra loro.
Il missaggio può essere effettuato in tempo reale in contesti dal vivo come concerti o spettacoli teatrali oppure su tracce audio precedentemente registrate su supporti analogici o digitali. Eseguire un missaggio si dice "missare".
In genere lo strumento che permette di portare a compimento questa fase di lavorazione di un prodotto fonografico si chiama mixer. Esso permette di raccogliere le varie tracce preregistrate e convogliarle poi verso dei bus di uscita a scelta dell'ingegnere del suono, dopo che, attraverso i mezzi di controllo di cui il mixer dispone, sono stati elaborati gli eventuali filtraggi, equalizzazioni, aggiunte di effetti, ecc.
Questo tipo di elaborazione viene fatta generalmente per ottenere quello che in gergo si chiama master, che sarà più o meno la registrazione originale del disco che poi, stampato in serie, verrà destinato alla distribuzione o alla vendita.
Anche nei concerti dal vivo i tecnici del suono utilizzano mixer per ottimizzare e miscelare i segnali audio provenienti da strumenti musicali o voce (in questo caso non precedentemente registrati).

## Sequenza missata
Tramite delle opportune tecniche di beat mixing e key mixing, il deejay crea una sequenza ininterrotta di brani musicali, in gergo chiamata DJ set o anche sequenza mixata.

## Cinema e televisione
Nel cinema e nella televisione si intende per missaggio l'operazione di integrazione, fusione o sovrapposizione in un unico supporto della colonna sonora, dei dialoghi, delle immagini e dei suoni di un film (registrati separatamente). In lingua inglese viene chiamato "Dub Mix" o "Re-recording Mix".
Il missaggio tuttavia è inteso anche come momento di finalizzazione della colonna sonora. Alcuni compositori di colonne sonore si occupano anche di questa fase della produzione ritenendo che sia importante quanto il momento creativo.